# Forrai Elemér
Forrai Elemér (Budapest, 1895. január 31. – London, 1963. december 7.) orvos, belgyógyász.

## Élete
Forrai (Friedmann) Dávid (1863–1918) könyvelő és Weinberger Irma gyermekeként született. A Budapesti V. kerületi Magyar Királyi Állami Főgimnáziumban érettségizett. Orvosi tanulmányait a Budapesti Tudományegyetemen végezte, ahol 1919-ben nyerte el oklevelét. Időközben mint tartalékos hadnagy szolgált az első világháborúban. Három évig Krompecher Ödön mellett dolgozott a II. számú Kórbonctani Intézetben, s közben az egyetemen vegyészi oklevelet is szerzett. A későbbiekben öt évet töltött el Korányi Sándor klinikáján. Külföldi tanulmányútja alatt több hónapot töltött el Párizsban Chauffard, Vidal és Rammond intézeteiben, majd 1924-ben és 1925-ben Londonban Sir Arthur Hurst tanítványa volt. 1938-ban kivándorolt Angliába, ahol elnyerte orvosi oklevének nosztrifikálását és az Edinburgh-i Egyetemen megkapta az L. R. C. P. tudományos minősítést is. Az egészségügyi szervek felfigyeltek rá, s csakhamar mint a „Penicillin-staff” munkatársa működött. 1944-től az Inverness-i kórház osztályvezető főorvosaként dolgozott. Biokémiával foglalkozott, rendszeresen tanulmányozta a foszforforgalmat, a bilirubin fizikai kémiáját.
Felesége Bernauer Klára vegyész volt, Bernauer Izidor és Kohen Irén lánya, akit 1928. május 3-án Budapesten, a Józsefvárosban vett nőül. Öt nappal később a Dohány utcai zsinagógában is megesküdtek. Két fiuk született.

## Főbb művei
- Glycerophosphatase in menschlichen Organen (Biochemische Zeitschrift, 1923)
- Differezierung menschlicher Phosphataden (Biochemische Zeitschrift, 1923)
- Insulin alkalmazása diabetesen kívül (Budapest, 1929)
- Hasi megbetegedések influenzás alapon (Budapest, 1933)
- A gyomor-, epehólyag és appendix együttes megbetegedései (Budapest, 1934)
- Keringési zavarok diabetes betegeknél (Debrecen, 1937)
- Inter-relation of Abdominal Diseases (London, 1941)